# جون بيرد (سياسي)
جون بيرد (بالإنجليزية: John Beard)‏ هو سياسي أمريكي، ولد في 14 يونيو 1797 بساليسبري في الولايات المتحدة، وتوفي في 15 يوليو 1876 في نفس البلد. انتخب عضو مجلس ولاية كارولاينا الشمالية وانتخب عضو مجلس نواب كارولينا الشمالية.